# Quba (stad)
Quba (ryska: Куба) är en distriktshuvudort i Azerbajdzjan.   Den ligger i distriktet Quba Rayonu, i den nordöstra delen av landet, 160 km nordväst om huvudstaden Baku. Quba ligger 600 meter över havet och antalet invånare är 22 405.
Terrängen runt Quba är kuperad åt sydväst, men åt nordost är den platt. Runt Quba är det ganska glesbefolkat, med 48 invånare per kvadratkilometer.. Quba är det största samhället i trakten. 
Trakten runt Quba består till största delen av jordbruksmark.